# Revi (A635)
Le RR Revi (A635) est un navire de services français. Il a été construit au chantier Bréhéret à Couëron près de Nantes.
Ce remorqueur-ravitailleur de la Marine nationale française de Type RR 4000 porte le nom polynésien du mérou drapeau.
Atuona (archipel des Marquises) est sa ville marraine. Il est retiré du service en 2016.

## Service
Il est affecté pour servir de soutien logistique aux expérimentations nucléaires dans le Pacifique de Mururoa comme son sister-ship le Rari (A634), il rejoint la base de Papeete en 1985.
Depuis l'arrêt des essais nucléaires français ses activités sont recentrées vers le service public : remorquage de haute mer, soutien incendie, police et surveillance des pêches, ravitaillement et transport de matériel, travaux sous-marins et support de missions scientifiques.
Il est amarré au port de Brest depuis son désarmement en octobre 2016, dans l'attente de son démantèlement. Fin avril 2021, il est pris en remorque et quitte la rade de Brest pour rejoindre le chantier de démantèlement Gardet & De Bézenac au Havre.

## Caractéristiques techniques
Son rayon d'action à 12 nœuds est de 5 000 nautiques pour 30 jours de navigation.

### Armement
- Néant

### Assistance en mer et ravitaillement
- Un treuil de remorquage
- Une grue de 19 tonnes
- Un portique basculant hydraulique à l'arrière

### Lutte incendie
- 2 canons à eau